# Baranja (Népal)
Pour les articles homonymes, voir Baranja.
Baranja (en népalais : बरञ्जा) est un comité de développement villageois du Népal situé dans le district de Myagdi. Au recensement de 2011, il comptait 4 977 habitants.